# Біле Блото (Нижньосілезьке воєводство)
Біле Блото (пол. Białe Błoto, нім. Weißensee) — село в Польщі, у гміні Доброшиці Олесницького повіту Нижньосілезького воєводства.
Населення — 173 особи (2011).
У 1975-1998 роках село належало до Вроцлавського воєводства.

## Демографія
Демографічна структура станом на 31 березня 2011 року:
|          | Загалом | Допрацездатний вік | Працездатний вік | Постпрацездатний вік |
| -------- | ------- | ------------------ | ---------------- | -------------------- |
| Чоловіки | 101     | 15                 | 77               | 9                    |
| Жінки    | 72      | 13                 | 43               | 16                   |
| Разом    | 173     | 28                 | 120              | 25                   |